# Alonso Enríquez de Guzmán
Alonso Enríquez de Guzmán (Zamora, 1440-18 de diciembre de 1502) fue hijo de Enrique Enríquez de Mendoza, de quien heredó el título y fue el II conde de Alba de Liste, y de su esposa María de Guzmán, hija legítima del II conde de Niebla Enrique de Guzmán.

## Biografía
Señor de la fortaleza de Castrotorafe en 1480, participó en la guerra de sucesión a favor de los Reyes Católicos.

## Matrimonio y descendencia
Se casó con Juana de Velasco, hija de Pedro Fernández de Velasco y Solier, I conde de Haro, y de su esposa Beatriz Manrique de Lara.  Fruto de este matrimonio tuvo dos hijos: 
- Enrique Enríquez de Guzmán, contrajo matrimonio con Teresa Enríquez de Luna, hija de Enrique Enríquez de Quiñones, señor de Villada y Villavicencio de los Caballeros de quien Teresa heredo estos señoríos —hijo del almirante Fadrique Enríquez de Mendoza— y de María de Luna.[1] Premurió a su padre y su hijo Diego Enríquez de Guzmán heredó el mayorazgo de su madre Teresa y sucedió a su padre, siendo el III conde de Alba de Liste.[2]
- Pedro Enríquez de Guzmán